# 칠레소나무
칠레소나무(Chile---, 학명: Araucaria araucana 아라우카리아 아라우카나[*])는 아라우카리아과의 나무이다. 칠레의 국목이다.

## 이름
"소나무"라 불리지만 소나무과가 아니라 아라우카리아과에 속한다.
종소명 "아라우카나(araucana)"는 "아라우코의"라는 뜻이다.

## 분포
칠레 중남부와 아르헨티나 서남부에 분포한다. 안데스산맥의 해발 1,500~1,800m 지역에서 주로 자라는데, 서식지가 낮게는 해발 900m까지 확장하며 때로 해발 600m 정도의 낮은 지역에서 칠레소나무 개체가 발견되기도 한다.
벌목되거나 방화 등으로 서식지가 파괴되어 현재 사이테스1급으로 등재되었다.

## 생태와 특징
키가 30~40m까지 자라는 교목이다. 나무껍질은 회갈색이며, 나뭇진이 있고 가지 돌려 난다. 잎은 녹색이며 길이 30~50mm, 너비 8~25mm 정도이다. 열매는 구과이다. 수구화수는 황갈색에 길이 7~15cm, 폭 5cm 정도이며, 암구화수는 짙은 갈색에 길이 10~18cm, 폭 8~15cm이다. 암구화수가 구과로 성숙하는 데 2~3년이 걸리며, 안에 든 씨는 주홍빛 도는 옅은 갈색을 띠며 길이 2.5~4cm, 폭 0.7~1.5cm 정도이다.

## 사진

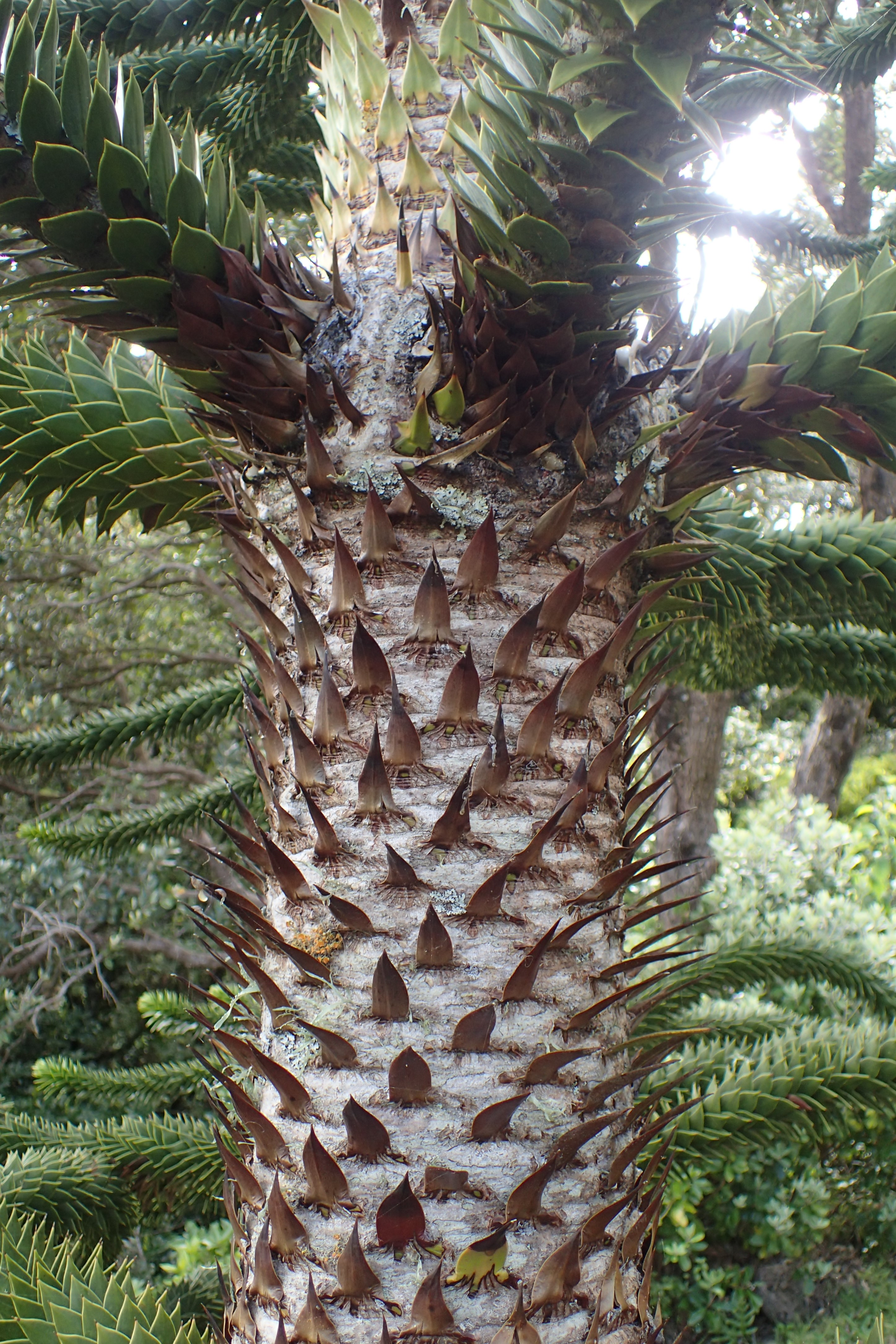
줄기와 가지
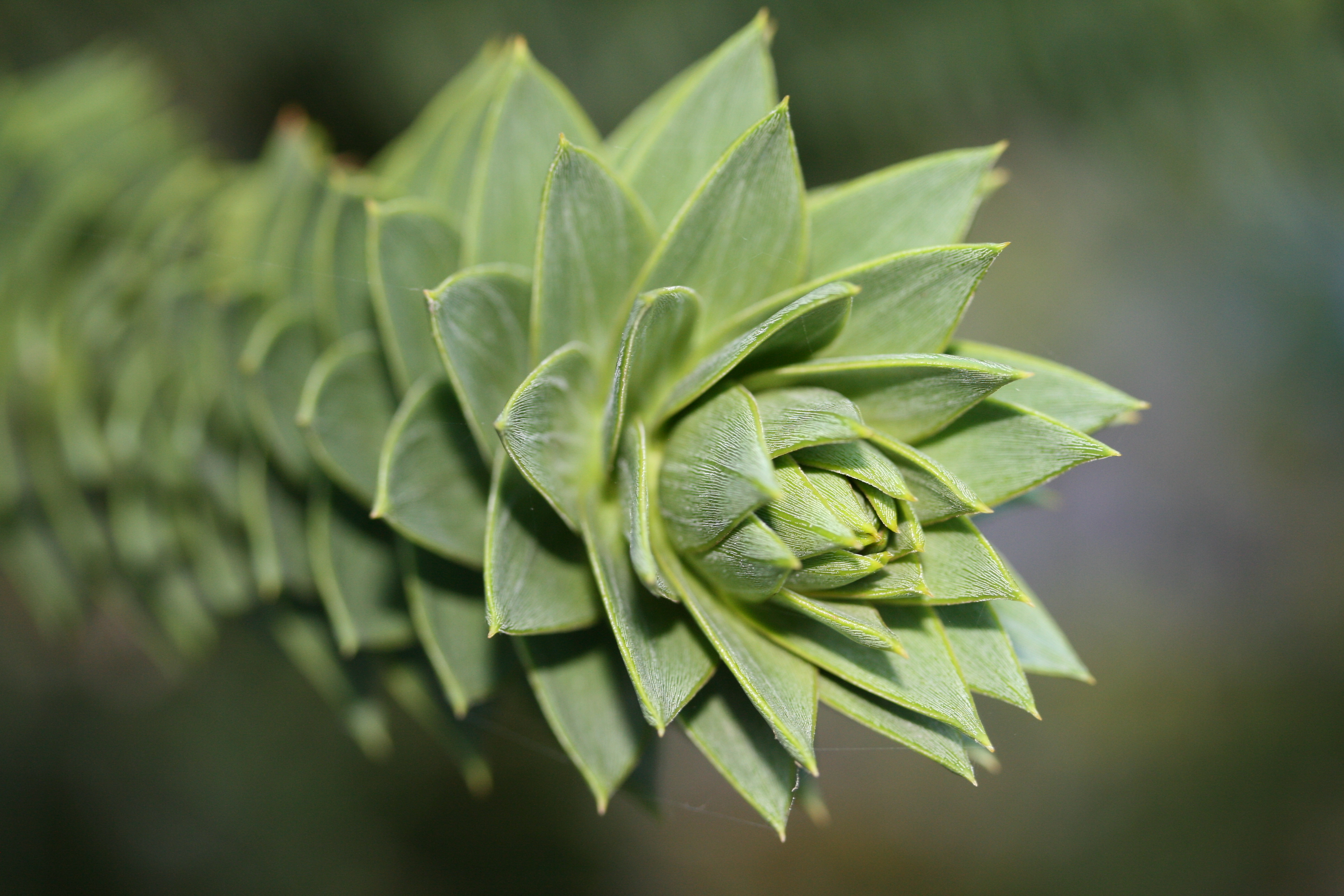
잎
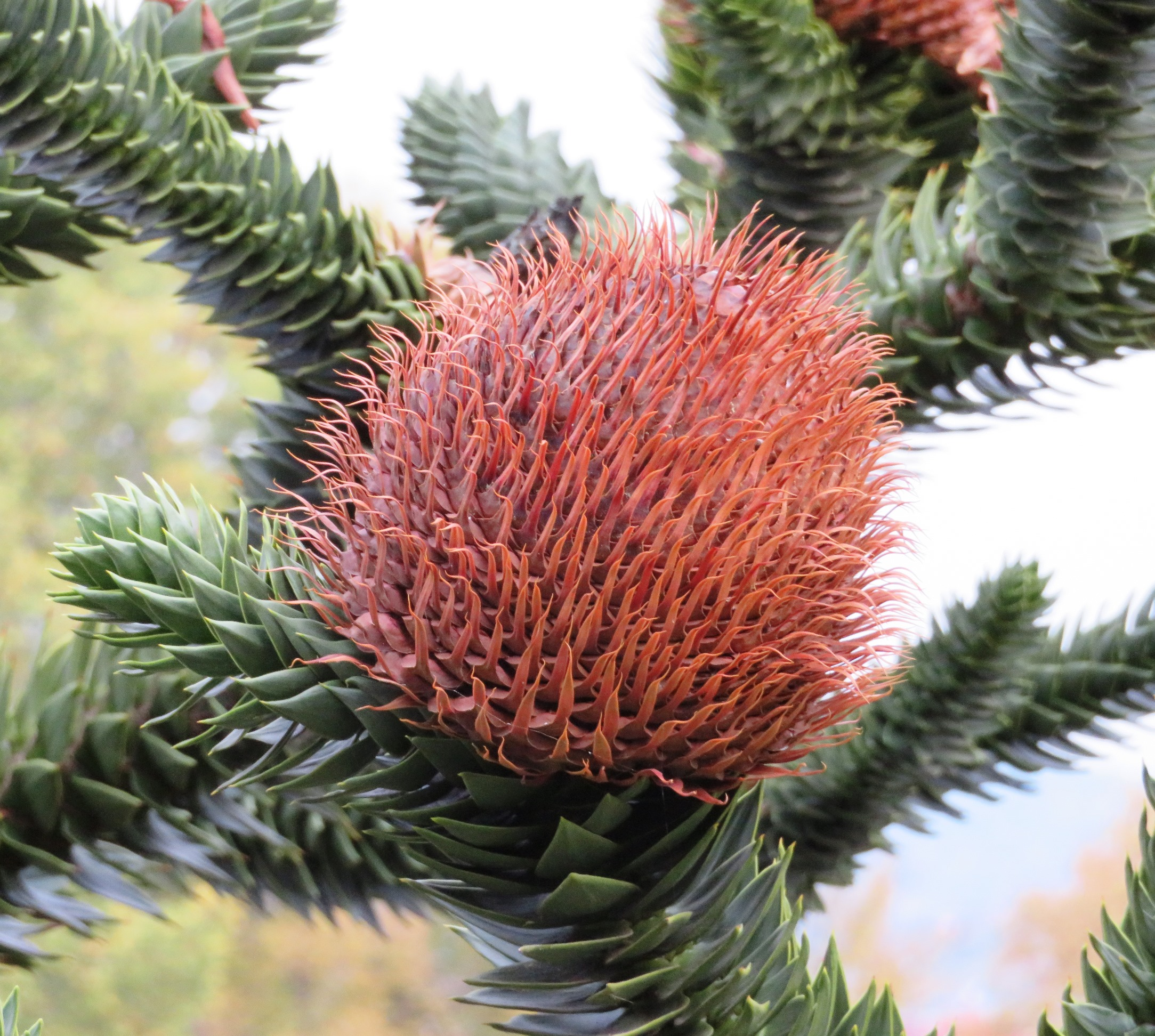
열매
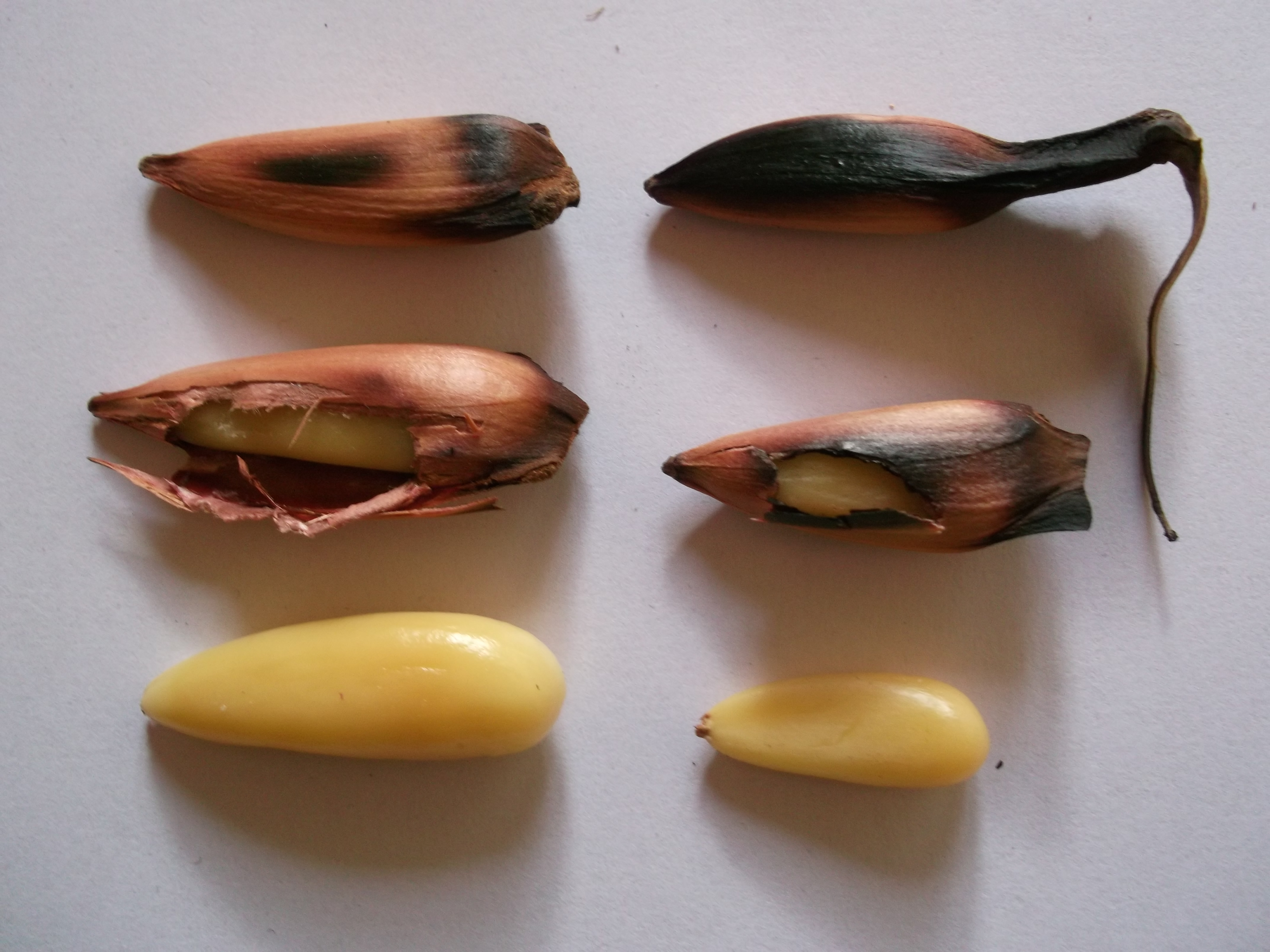
씨
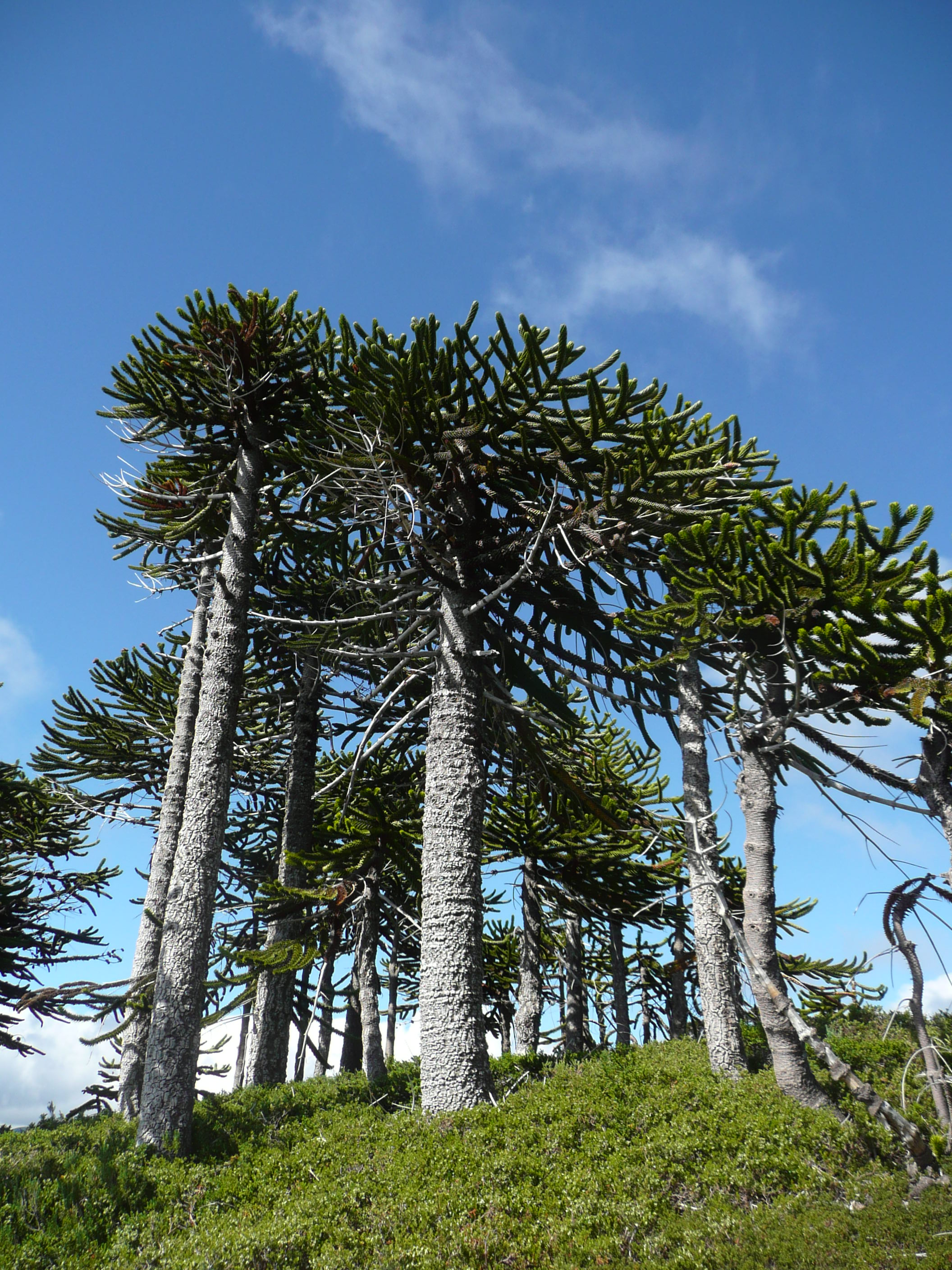
칠레소나무 군락